# Lawanat Bourvaré
Lawanat Bourvaré est une localité du Cameroun située dans la région de l'Extrême-Nord. Elle dépend de la commune de Kolofata et du département de Mayo-Sava.

## Population
Lors du recensement de 2005, le lawanat Bourvaré comptait 1 272 habitants. Il comprend les villages suivants: 
- Bourvaré Elie
- Bourvaré Kochi
- Bourvaré Toufa
- Waouli Platari